# Myosurus pringlei
Myosurus pringlei är en ranunkelväxtart som beskrevs av Ernst Huth. Myosurus pringlei ingår i släktet råttsvansar, och familjen ranunkelväxter. Inga underarter finns listade i Catalogue of Life.